# Oncophorus dendrophilus
Oncophorus dendrophilus là một loài rêu trong họ Dicranaceae. Loài này được Hedd. & Blockeel mô tả khoa học đầu tiên năm 2006.